# 中国国鉄韶山9型電気機関車

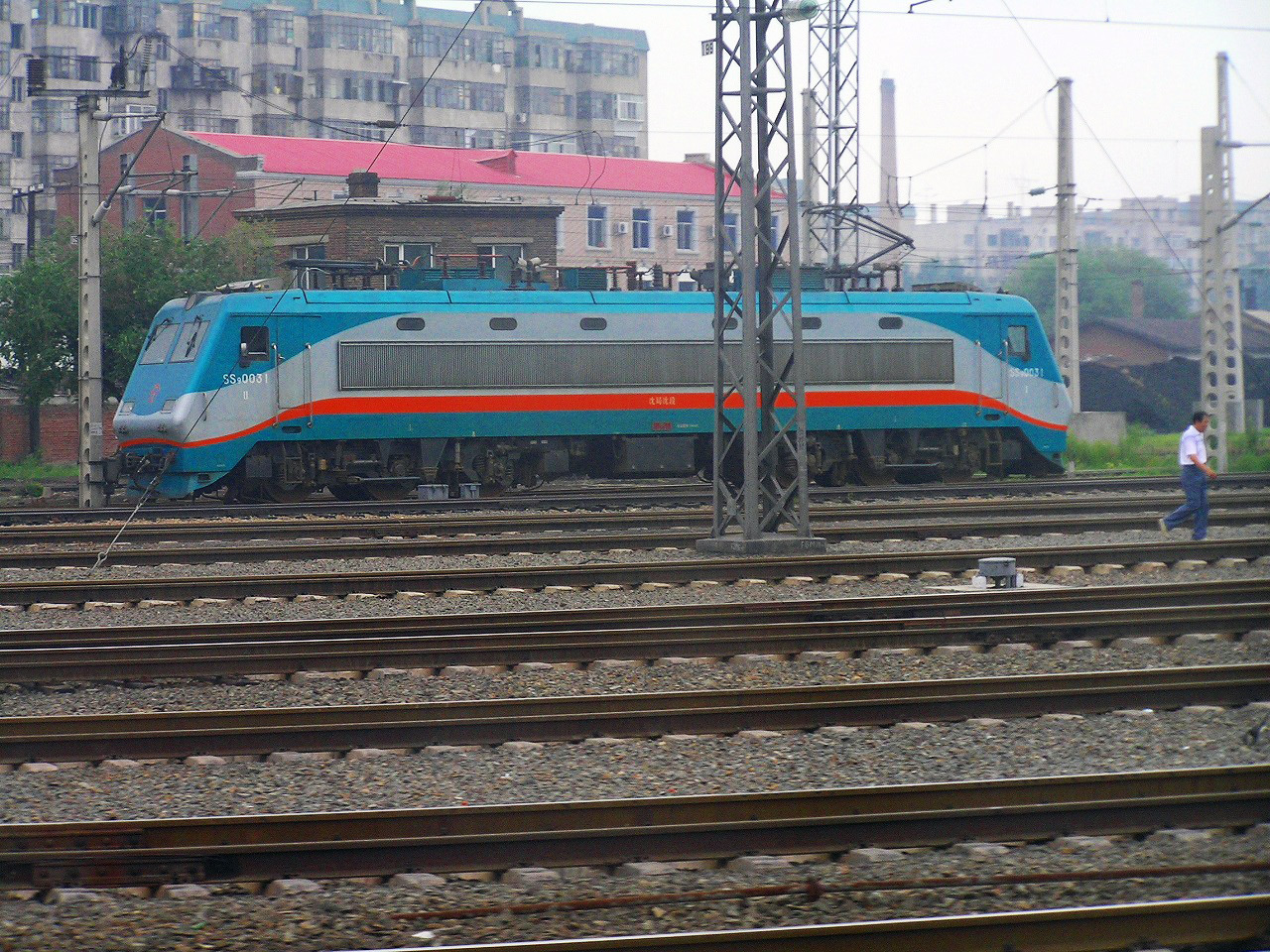
0031号機

中国国鉄韶山9型電気機関車 (ちゅうごくこくてつしょうざん9がたでんききかんしゃ、簡体字: 韶山9型电力机车、繁体字: 韶山9型電力機車) 、略称SS9型は、中国鉄路総公司 (中国国鉄) の交流電気機関車である。中国の幹線の旅客列車牽引用に1998年から2006年まで製造された。主電動機は直流電動機で、台車装荷である。0044号機からは改良型となり、車体塗装も一新されている。

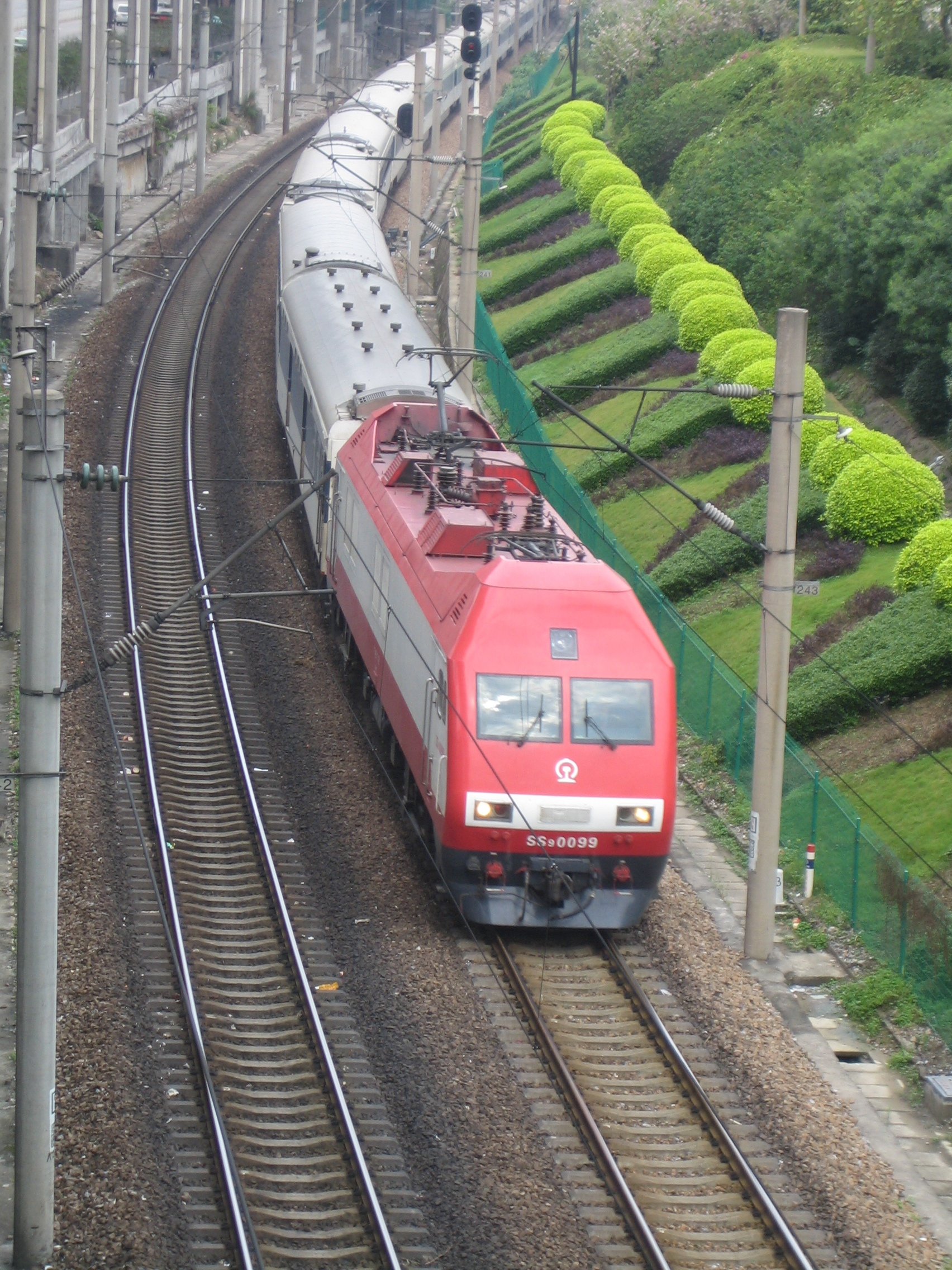
改良型

## 改良型の諸元[2]
- 車軸配置 : Co'-Co'
- 架空電車線電圧 : 交流25kV、50Hz
- 連続定格出力 : 4800kW
- 最大出力 : 5400kW
- 連続定格牽引力 : 169kN
- 起動牽引力 : 286kN
- 最大発電制動力 : 4000kW
- 運転整備重量 : 126t
- 軸重 : 21t
- 全長 : 22216mm
- 軌間 : 1435mm

## 参考
1. ↑  zh:韶山9型电力机车 2012年3月15日 05:26の版
2. ↑  南車株洲電力機車公式サイト (2012年6月11日閲覧) （中国語）